# Ryszard Jurek
Ryszard Jurek (ur. 10 maja 1961) – polski siatkarz, reprezentant Polski, wicemistrz Europy (1981), mistrz Polski (1988, 1989).

## Kariera sportowa
Jest wychowankiem Korony Kraków. W sezonie 1978/1979 zadebiutował w Hutniku Kraków, zdobywając wicemistrzostwo Polski. Z krakowskim klubem zdobył następnie dwukrotnie brązowy medal mistrzostw Polski (1981, 1986), dwukrotnie wicemistrzostwo Polski (1987, 1990) i dwukrotnie mistrzostwo Polski (1988, 1989), a także Puchar Polski w 1988. W 1990 odszedł do niemieckiej drużyny Charlottenburg Berlin.
W 1979 wystąpił w reprezentacji na mistrzostwach Europy juniorów, zajmując z drużyną ósme miejsce. W reprezentacji Polski seniorów debiutował 13 maja 1981 w towarzyskim spotkaniu z Czechosłowacją. W tym samym roku osiągnął największy sukces w karierze, zdobywając wicemistrzostwo Europy. Wystąpił także na mistrzostwach świata w 1982 (6. miejsce) i w Pucharze Świata w 1981 (4. miejsce). Znalazł się w kadrze na Igrzyska Olimpijskie w Los Angeles (1984), a wobec bojkotu zawodów wystąpił  na turnieju Przyjaźń-84, zajmując z drużyną 3. miejsce. W 1985 wystąpił jeszcze na mistrzostwach Europy (4. miejsce). Ostatni raz w reprezentacji Polski zagrał 16 listopada 1985 w meczu turnieju TOP-10 z Argentyną. Łącznie w biało-czerwonych barwach wystąpił w 145 spotkaniach, w tym 127 oficjalnych.